# Maria Babnis
Maria Babnis (* 8. März 1943 in Vilnius; † 25. Februar 2022) war eine polnische Kulturhistorikerin.

## Leben
Maria Babnis war die Tochter eines Handwerkers. 1946 kam sie mit ihrer Familie nach Danzig. Dort studierte sie an der Pädagogischen Hochschule (Vorläufer der Universität Danzig) und erlangte 1966 einen Masterabschluss in Geschichte. Anschließend war sie bis 1975 an der Hauptbibliothek der Medizinischen Akademie tätig, zuletzt als Oberbibliothekarin. 1974 promovierte sie an der Universität Danzig mit einer Dissertation über die Tätigkeit der Krankenkassen in Großpolen und Pommern in den 1920er Jahren. Ab 1975 arbeitete sie an der Danziger Bibliothek der Polnischen Akademie der Wissenschaften. Als Oberkustodin übernahm sie ab 1984 dort auch leitende Funktionen. Aufgrund ihrer Qualifikationen wurde sie 1989 ohne Staatsprüfung zur Diplom-Bibliothekarin ernannt. 2008 ging sie in den Ruhestand, arbeitete aber bis 2013 weiter in Teilzeit für die Bibliothek. Sie starb 2022 und wurde auf dem Łostowicki-Friedhof in Danzig beigesetzt.

## Schriften
Sie veröffentlichte zahlreiche Publikationen, besonders zur Kulturgeschichte des Danziger Raums und zu den Beständen der Bibliothek.
Angegeben sind auch die deutschen Übersetzungen der Titel in Klammern.
- Życie kulturalne Gdańska w czasach zaboru pruskiego (1793–1919) [Kulturelles Leben in Danzig in der Zeit der preußischen Herrschaft (1793–1919)] , Teil 3,  2000
- Kaszubi w literaturze niemieckojęzycznej XIX i XX wieku [Die Kaschuben in der deutschsprachigen Literatur des 19. und 20. Jahrhunderts], 2000
- Ustawodawstwo Gdańska w XV–XVIII wieku w świetle zachowanych norm prawnych [Das Leben in Danzig im 15. bis 18. Jahrhundert im Lichte der erhaltenen Rechtsnormen],  2000
- Gdańskie ślady powstańców 1831 roku [Danziger Spuren der Aufstände von 1831],  2000
- Źródła do dziejów teatru gdańskiego w zbiorach Biblioteki Gdańskiej PAN (XVIII–XIX wiek) [Quellen zur Danziger Theatergeschichte des 18. bis 19. Jahrhunderts in den Sammlungen der Bibliothek der Polnischen Akademie der Wissenschaften], 2004
- Konstytucje polskie w zbiorach Biblioteki Gdańskiej PAN. I. Od Konstytucji 3 Maja do Statutu Organicznego (1791–1832) [Die polnischen Verfassungen in der Danziger Bibliothek der Polnischen Akademie der Wissenschaften], 2005/2007
- Nad Wilną i Wilenką: szkice wileńskie z lat 1791 – 1825 [Vilniuser Skizzen aus den Jahren 1791 bis 1825] ,  2011